# Gárday Lajos
Gárday Lajos, született: Nekitti Lajos Kamill, névváltozat: Gárdai (Mócs, 1884. július 14. – Budapest, 1962. augusztus 26.) színész.

## Életútja
1904-ben lépett színpadra, majd 1908-tól Kolozsvárott játszott. 1909-től 1911-ig Kunhegyi Miklós vándortársulatával járta az országot, s ezután három évet töltött Brazíliában. Itt dolgozott fizikai munkásként, sofőrként, és volt tengerész is, továbbment Uruguayba, ahol felvette az állampolgárságot. 1928-tól 1931-ig tagja volt az Új Színháznak, 1933-ban az Új Színpadon játszott, 1934–36-ban pedig a Kamara Színház művésze volt. 1945-ben az igazolóbizottságtól feddést kapott, de fellépett 1944 és 1949 között a Nemzeti Színházban. 1950 és 1957 között a Fővárosi Operettszínházban játszott, 1957-től 1960-ig a Petőfi, 1961–62-ben a Jókai Színházban lépett színpadra. 1962-ben egy autóbusz gázolta el a Vígszínház előtt, a Honvéd utca és Szent István körút sarkán, súlyos koponyasérülésébe a helyszínen belehalt.
Gyakran feltűnt epizódszerepekben, általában nagybajuszú, ízes beszédű paraszti figurákat formált meg.

## Családja
Nekitti Leó és Száva Berta fiaként született. Első felesége Varga Katalin hivatalnoknő volt, akivel 1918. december 31-én kötött házasságot Budapesten, az Erzsébetvárosban, majd 1919-ben elváltak. Második felesége Frommer René volt, akit 1926. október 21-én vett nőül Budapesten, a Terézvárosban.

## Fontosabb színházi szerepei
- Szerkesztő (Földes Imre: Tüzek az éjszakában)
- Lovodics (Boross Elemér: Vakablak)
- Corneval (Illés Endre–Vas István: Trisztán)
- Fedélzetmester (Visnyevszkij: Optimista tragédia)

## Filmszerepei
- A kétarcú asszony (1920) - apacs
- Nick Winter négy új kalandja (1920) - Canoble / Canobio
- Repülő arany (1932) - rabló
- Ítél a Balaton (1932) - halász
- Rákóczi induló (1933, magyar-német-osztrák) - Lóránt hadnagy tisztiszolgája
- Márciusi mese (1934) - gazda
- Az új rokon (1934) - fogoly
- Lila akác (1934) - rendőr
- Címzett ismeretlen (1935) - kertész
- Szent Péter esernyője (1935) - gogovai jegyző
- Az új földesúr (1935) - Anton, kocsis
- Légy jó mindhalálig (1936) - Dorogi
- Évforduló (1936) - kórházi portás
- Tisztelet a kivételnek (1936) - őrmester
- Nászút féláron (1936) - nápolyi szállodaportás
- Mária nővér (1936) - Gyuri bácsi
- A férfi mind őrült (1937) - házfelügyelő
- Viki (1937) - Péter, Hadházyék kocsisa
- 120-as tempó (1937) - Feri bácsi, Leviczky nagybátyja
- Két fogoly (1937) - sofőr
- A falu rossza (1937) - csendbiztos
- Az örök titok (1938) - Arthur Loser, sekrestyés
- Uz Bence (1938) - Barza, inspektor
- 13 kislány mosolyog az égre (1938) - Péter bácsi, intéző
- Szegény gazdagok (1938) - Onuc, Anica apja
- Magyar feltámadás (1938-39) - cseh katona
- Bors István (1938-39) - Mihály, inas
- Földindulás (1939) - pap
- A nőnek mindig sikerül (1939) - rendező
- Sarajevo (1940) - orosz sorozótiszt
- Ismeretlen ellenfél (1940) - bevezető szöveg narrátora (csak hang)
- Mindenki mást szeret (1940) - bíró
- Tokaji aszú (1940) - Rókus, cseléd
- A szerelem nem szégyen (1940) - raktárnok a kikötőben
- Elnémult harangok (1940) - pásztor
- Szeressük egymást (1940) - munkás
- Sárga rózsa (1940) - számadó
- Eladó birtok (1940) - Szurina Mihály, betyár
- András (1941) - gépész Nohapusztán
- Dr. Kovács István (1941) - Balog Sándor, Ágnes apja
- Régi keringő (1941) - Károly, Bakonyi inasa
- Emberek a havason (1941-42) - Ülkei Ádám
- Tavaszi szonáta (1942) - öreg halász
- Estélyi ruha kötelező (1942) - detektív
- A harmincadik... (1942) - bányász
- Szerető fia, Péter (1942) - Sós János, Juliska apja
- Katyi (1942) - rendőr
- A láp virága (1942) - Kelemen István, kovács a börtönben
- Ragaszkodom a szerelemhez (1943) - Török Bálint, Vali apja
- Féltékenység (1943) - Surján Bálint paraszt
- És a vakok látnak... (1943) - Antal vasutas
- Rákóczi nótája (1943)
- Aranypáva (1943) - Révi, juhász
- Ágrólszakadt úrilány (1943) - remete
- Ördöglovas (1943) - istállómester a grófnál
- A két Bajthay (1944) - Pista bácsi, paraszt
- Az első (1944) - Jani bácsi, intéző
- Kétszer kettő (1944, újraforgatva 1945) - Dobó Vince gazda, Marika apja
- A tanítónő (1945) - paraszt
- Ének a búzamezőkről (1947) - orvos
- Talpalatnyi föld (1948) - Balog Mihály, kubikos
- Melyiket a kilenc közül? (1957, rövid)
- Éjfélkor (1957) - orvos
- Vasvirág (1958)
- Tegnap (1959)
- A harminckilences dandár (1959)
- Pár lépés a határ (1959)
- Mindenki ártatlan? (1961)
- Zápor (1961)
- Az ígéret földje (1961)
- Jó utat, autóbusz (1961)
- Felmegyek a miniszterhez (1962)
- Pesti háztetők (1962)
- Angyalok földje (1962)
- Isten őszi csillaga (1963)